# Kori Carter

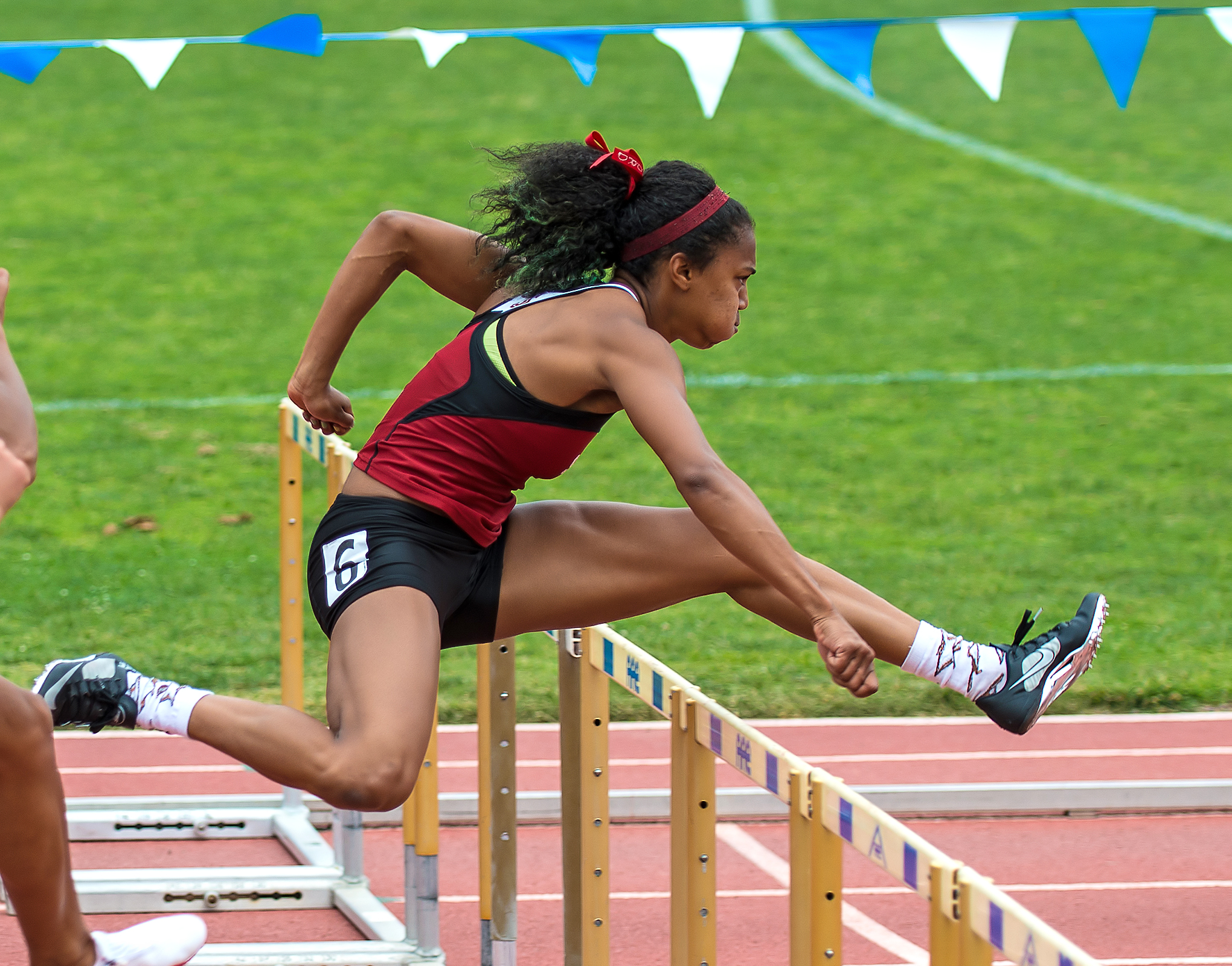
Kori Carter, 2013

Kori Carter (* 3. Juni 1992) ist eine US-amerikanische Hürdenläuferin.
Über 100 Meter Hürden gewann sie bei den Jugendweltmeisterschaften 2009 in Brixen Silber.
Über 400 Meter Hürden wurde sie beim Leichtathletik-Continentalcup 2014 in Marrakesch Siebte. Bei den Weltmeisterschaften 2015 in Peking erreichte sie im Halbfinale nicht das Ziel. Bei den Weltmeisterschaften 2017 in London gewann sie Gold und verbesserte gleichzeitig ihre Bestzeit auf 53,07 s.
2014 wurde sie US-Meisterin über 400 Meter Hürden. In derselben Disziplin wurde sie 2013 für die Stanford University startend NCAA-Meisterin.

## Persönliche Bestzeiten
- 60 m Hürden (Halle): 8,17 s, 8. Februar 2013, Albuquerque
- 100 m Hürden: 12,76 s, 12. Mai 2013, Los Angeles
- 400 m Hürden: 53,07 s, 10. August 2017, London